# Пейо Яворов
Вижте пояснителната страница за други личности с името Яворов.
Пѐйо То̀тев Крачо̀лов, по-известен като Пѐйо Я̀воров, е български поет символист и революционер, войвода на Вътрешната македоно-одринска революционна организация, смятан за един от най-големите български поети на XX век. Използва псевдоними като Джемо, И. Крачев, Отело, Пейчо.

## Биография
Роден е в град Чирпан на 13 януари (1 януари стар стил) 1878 година.
Завършва V гимназиален клас в Пловдив. От 1897 до 1901 година работи като телеграфопощенец, сменяйки различни селища – Чирпан, Стара Загора, Сливен, Стралджа, Поморие, София. По това време той симпатизира на Българската работническа социалдемократическа партия. След 1897 година влиза в контакти с Вътрешната македоно-одринска революционна организация. От 1901 до 1902 година редактира нейния легален орган вестник „Дело“. През 1902 година на Х македонски конгрес е избран за член на ВМОК Станишев-Карайовов.
За пръв път влиза в Македония като четник на Михаил Чаков през 1902 година. Пленен е скоро след това от върховистка чета и се завръща в България. Първоначално той е редактор на различни издания, свързани с македоно-одринското революционно движение – „Дело“, „Свобода или смърт“, „Автономия“, „Илинден“. Първата му публикувана творба е стихотворението „Напред“ във вестник „Глас македонски“. Четник е на Яне Сандански и става един от най-дейните сподвижници на Гоце Делчев и негов пръв биограф – „Гоце Делчев“ (1904). На Кюстендилския конгрес на ВМОРО е избран за допълнителен член на Задграничното представителство на ВМОРО. В 1909 година издава мемоарно-есеистичната си книга „Хайдушки копнения. Спомени от Македония 1902 – 1903“. Личен приятел на Пейо Яворов е и Пейо Гарвалов – драмски войвода на ВМОРО, също от Чирпан. Константин Крачолов, първи братовчед на Пейо Яворов, загива като войвода в Ресенско през 1906 година.
Озовал се в София със съдействието на д-р Кръстьо Кръстев и Пенчо Славейков, Яворов става сътрудник и редактор на издаваното от тях литературно списание „Мисъл“. Първата негова творба, която силно впечатлява естетите от кръга „Мисъл“ и се превръща в неделима част от него, е поемата „Калиопа“. През 1901 година издава първата си стихосбирка „Стихотворения“, чието второ издание от 1904 година е с предговор от Пенчо Славейков. В този период поетът работи като библиотекар, а по-късно и като драматург на Народния театър. Плод на работата му в театъра са две пиеси – „В полите на Витоша“ (1910) и „Когато гръм удари, как ехото заглъхва“ (1912).
Командирован на няколко пъти в чужбина за усъвършенстване по литература – в Нанси, Женева, Виена, Париж, Яворов усилено чете модерна френска поезия. През 1905 година става близък приятел с Дора Габе. През 1906 г. се влюбва в Мина Тодорова, сестра на П. Ю. Тодоров, но скоро след това, при едно от своите пътувания (1910 година) изпраща към последния ѝ дом своята възлюбена, която умира от туберкулоза в санаториум и е погребана в Париж, Франция. През 1907 г. излиза втората му стихосбирка „Безсъници“, която окончателно проправя пътя на модерната българска лирика. Символистичната поезия на Яворов, метафизична, пропита с дълбок скептицизъм и прозрения за вечните въпроси, що никой век не разреши, променя радикално българското литературно мислене и налага нов начин на писане.
През март 1908 година, по време на Кюстендилския конгрес на ВМОРО, въпреки че не присъства лично, е избран единодушно от делегатите за съветник (допълнителен член) на нейното задгранично представителство. Няколко дни по-късно напуска работата си в Народната библиотека в София и се заема изцяло с проблемите на ВМОРО.
През 1910 година излиза от печат антологичната книга на поета „Подир сенките на облаците“, чието второ издание от 1914 г. представя равносметка на поетическия път, сравняван с този на Христо Ботев. Същата година участва във възстановяването на революционната организация и е избран за запасен член на нейния Централен комитет.
При избухването на Балканската война през 1912 г. е доброволец в Македоно-одринското опълчение и оглавява партизанска чета № 15, съставена от 9 души. Придвижва се по долината на река Места и излиза на Бяло море при Кавала. Награден е с кръст „За храброст“. Става първият кмет на Неврокоп след освобождението му в 1912 година.
| Четата на Пейо Яворов, септември 1912 година | Четата на Пейо Яворов, септември 1912 година | Четата на Пейо Яворов, септември 1912 година | Четата на Пейо Яворов, септември 1912 година | Четата на Пейо Яворов, септември 1912 година | Четата на Пейо Яворов, септември 1912 година |
| Номер                                        | Име                                          | Години                                       | Околия                                       | Селище                                       | Бележки                                      |
| -------------------------------------------- | -------------------------------------------- | -------------------------------------------- | -------------------------------------------- | -------------------------------------------- | -------------------------------------------- |
| 1.                                           | Пейо К. Яворов                               | 35                                           | Чирпанско                                    | Чирпан                                       | войвода                                      |
| 2.                                           | Любен Казаски                                | 24                                           | Търновско                                    | Търново                                      | студент                                      |
| 3.                                           | Янаки Траянов                                | 55                                           | Кюстендилско                                 | Кюстендил                                    | чиновник                                     |
| 4.                                           | Георги Венедиков                             | 25                                           | Самоковско                                   | Самоков                                      | кираджия                                     |
| 5.                                           | Коста Митев                                  | 27                                           | Дедеагачко                                   | Доган Хисар                                  | чиновник в Земеделска банка                  |
| 6.                                           | Иван Анастасов                               | 29                                           | Мустафанапашанско                            | Мустафа паша                                 | манифактурист                                |
| 7.                                           | Янчо Димитров                                | 20                                           | Мустафанапашанско                            | Мустафа паша                                 | манифактурист                                |
| 8.                                           | Димитър Минев                                | 25                                           | Чирпанско                                    | Чирпан                                       | студент                                      |
| 9.                                           | Иван Траянов                                 | 25                                           | Малешевско                                   | Берово                                       | учител                                       |
| 10.                                          | Иван Червенков                               | 23                                           | Прилепско                                    | Прилеп                                       | касапин                                      |
| 11.                                          | Исак Николов Чолаков                         | 30                                           | Разложко                                     | Долно Драглища                               | дърводелец                                   |
| 12.                                          | Данаил Крапчев                               | 30                                           | Прилепско                                    | Прилеп                                       | журналист                                    |
| 13.                                          | Иван Цеков                                   | 25                                           | Разложко                                     | Якоруда                                      | търговец                                     |
| 14.                                          | Вълчо П. Саев                                | 30                                           | Разложко                                     | Белица                                       | кондурджия                                   |
| 15.                                          | Иван Савов                                   | 30                                           | Разложко                                     | Белица                                       | кираджия                                     |
| 16.                                          | Павел Георгиев Ненчев                        | 20                                           | Дебърско                                     | Селце                                        | ученик                                       |
| 17.                                          | Васил Атанасов Лугов                         | 26                                           | Самоковско                                   | Самоков                                      | кираджия                                     |
| 18.                                          | Лазар Колчагов                               | 30                                           | Разложко                                     | Банско                                       | търговец                                     |
| 19.                                          | Симеон Драговчев                             | 28                                           | Разложко                                     | Баня                                         | земеделец                                    |
| 20.                                          | Тодор Добринович                             | 27                                           | Софийско                                     | София                                        | чиновник                                     |
| 21.                                          | Каран Будевски                               | 25                                           | Софийско                                     | София                                        | търговец                                     |
| 22.                                          | Григор Белокапов                             | 25                                           | Кюстендилско                                 | Кюстендил                                    | чиновник                                     |
| 23.                                          | Тодор Ветренски                              | 26                                           | Пазарджишко                                  | Ветрен                                       | земеделец                                    |
| 24.                                          | Христо Иванов                                | 25                                           | Разложко                                     | Долно Драглища                               | земеделец                                    |
| 25.                                          | Георги Николов                               | 29                                           | Мустафапашанско                              | Мустафа паша                                 | бръснар                                      |

Лора Каравелова, дъщеря на държавника Петко Каравелов, с която се венчава през 1912 година, малко преди да замине за фронта в Кюстендил, е жената, чиято любов се оказва фатална за него. Запазената кореспонденция между тях, сама по себе си литература, свидетелства за една пламенна и бурна любов, белязана с много съмнения и много страсти. Трагичният край идва на 29 ноември 1913 година, когато Лора се застрелва, а Яворов прави опит да се самоубие (оставя предсмъртно писмо от един ред: „Моята мила Лора се застреля сама. Ида и аз подир нея“). Изстрелът само пронизва слепоочието и го ослепява. Съкрушен от съдебния процес и от мълвата, която го обвинява, че е убиец, на 29 октомври 1914 поетът взема голяма доза отрова и се застрелва. Тялото на поета е погребано в парцел 46 на Централните софийски гробища.
Творчеството и поезията на Яворов са пропити с трагизъм, породен от драматичния му живот, пълен с разочарования. Голямо разочарование му нанася решението на баща му да прекрати образованието му и да започне работа в телеграфната служба. В кръга „Мисъл“ той среща разбиране и получава псевдонима си Яворов от Пенчо Славейков, но поезията не го удовлетворява – той страстно иска да участва в борбите за освобождение на Македония. Силен душевен удар му нанася смъртта на Гоце Делчев през 1903 година, когато той частично се отделя от революционната си дейност поради неразбирателство с Яне Сандански. Последната капка за Яворов са смъртта на Мина Тодорова и обвиненията в убийството на Лора, които го довеждат до самоубийство. До края на живота си другарува и кореспондира с водача на ВМОРО Тодор Александров, а също и изпълнява негови поръчки. Смята се, че отровата и пистолетът, послужили за самоубийството на Пейо Яворов, са дадени по молба на самия писател от Тодор Александров. Дългогодишното им приятелство е крито дълги години от социалистическата историография.
Родната къща на поета в Чирпан е превърната в музей през 1954 година. Домът му в София също е музей. Негов личен архивен фонд се съхранява в Държавна агенция „Архиви“.
През 2008 година Министерството на пощите и съобщенията в Република Армения в знак на признателство за застъпничеството на поета и творбата му „Арменци“ посветена на мъчениците на Арменския геноцид, издава пощенска марка с лика на поета.

## Памет
На Пейо Яворов е наречен булевард в София (Карта), квартал в София, както и връх в Антарктика.

## Творби
Стихосбирки:
„Стихотворения“ 1901 г.
„Стихотворения“ 1904 г. (преработено издание)
„Безсъници“ 1907 г.
„Подир сенките на облаците“ 1910 г. (антология; съдържа творбите от „Стихотворения“ и „Безсъници“ плюс „Прозрения“ и „Царици на нощта“)
„Подир сенките на облаците“ 1924 г. (преработено издание от Яворов преди смъртта му; издадено посмъртно)
- „Македония“
- „Гоце Делчев“, 1904
- „Подир сенките на облаците“
- „В полите на Витоша“
- „Хайдушки песни“
- „Две хубави очи“
- „Заточеници“
- „Евреи“
- „Градушка“
- „Ще бъдеш в бяло“
- „Сенки“
- „Две души“
- „Вълшебница“
- „Обичам те!“
- „Лист отбрулен“
- „Арменци“
- „Маска“
- „Песента на човека“
- „На нивата“
- „Честит е“
- „Калиопа“
- „Напред“
- „Когато гръм удари, как ехото заглъхва“
- „Хайдушки копнения“
- „На Лора“
- „Проклятие“
- „Песен на песента ми“
- „Месалина“

## Галерия
- Снимка от ранните години на поета
- Мина Тодорова, 1906 г.
- Яворов с трупата на Народния театър, 1910 г.
- Лора Каравелова (първата вляво) със свои съученички
- Паметникът на поета в Кюстендил, 1929 г.
- Паметникът на поета в Борисовата градина „от признателните арменци“
- Тодор Александров и Пейо Яворов след първия опит на поета за самоубийство
- Къща музей „Пейо Яворов“ на улица „Раковски“ в София
- Яворов със съпругата си Лора, 1912 г.
- Кръгът „Мисъл“ – П. П. Славейков, Яворов, П. Ю. Тодоров и д-р Кр. Кръстев.
- Гробът на Яворов в Централните софийски гробища

## Издания
- Пейо Яворов. Съчинения в седем тома. Т. 1: Стихотворения. С., Захарий Стоянов, 2010; Т. 2. Проза. С., Захарий Стоянов, 2011.
- Юлиан Модест, Куньо Вълев, Пею Яворов. Есперантски песни.   София, Съюз на слепите, 2008. с. CD.

## Критика за Яворов
- Теменуги. Другият роман на Яворов (сб.), изд. Литературен вестник, София, 1998